# James Harrod
James Harrod (* um 1746; † nach 1792) war ein Pionier der amerikanischen Besiedlung des US-Bundesstaats Kentucky im 18. Jahrhundert. Obwohl er die erste dauerhafte weiße Ansiedlung in Kentucky gründete, wurde er nie so bekannt wie Daniel Boone.

## Leben
Harrod wurde in Pennsylvania geboren, das genaue Jahr ist ungewiss. Viele Mitglieder seiner Familie, darunter sein Bruder und die erste Frau seines Vaters, wurden bei Indianerüberfällen getötet. Während des Siebenjährigen Kriegs kämpfte er als britischer Soldat. Nach dem Krieg erkundete er als Waldläufer die westlich der Appalachen gelegenen Gebiete und lernte dabei Französisch und zahlreiche Indianersprachen. 1774 gründete er Fort Harrod, die erste dauerhafte weiße Ansiedlung in Kentucky. Aus diesem Fort ging die Stadt Harrodsburg hervor. Harrod erwarb umfangreichen Grundbesitz und galt als wohlhabender Bürger.
1778 heiratete er die 22-jährige Witwe Ann McDonald. Ihr Mann war von Indianern getötet worden, sie brachte einen Sohn namens James mit in die Ehe. 1779 war Harrod Abgeordneter für das Kentucky County in der Generalversammlung von Virginia und Oberst der Miliz. Als solcher führte er 1780, 1782 und 1786 Expeditionen gegen die Indianer im Nordwesten der damaligen USA. 1785 wurde die gemeinsame Tochter Margaret geboren, im November 1787 wurde jedoch sein Stiefsohn James von Indianern entführt und am Marterpfahl ermordet, was Harrod schwer belastete.
Er unternahm wieder häufiger ausgedehnte Touren in die Wildnis. 1792 ging er auf eine längere Jagdtour in die Wildnis und wurde nie wieder gesehen.